# Скрипко Микола Семенович
Мико́ла Семе́нович Скрипко́ (рос. Николай Семёнович Скрипко; 5 грудня 1902 — 5 грудня 1987) — радянський воєначальник, маршал авіації (19.08.1944). Депутат Верховної Ради СРСР 6-го скликання (1962—1966). Член Центральної Ревізійної Комісії КПРС (1961—1966).

## Життєпис
Народився в селі Больдераа, нині мікрорайон міста Рига (Латвія). Росіянин.
У лавах РСЧА з 1919 року. В роки Громадянської війни в Росії воював рядовим бійцем, брав участь у боях з білогвардійцями у Східному Сибіру та на Далекому Сході. Після закінчення війни продовжив військову службу в артилерії.
У 1924 році перейшов до авіації. У 1925 році закінчив Ленінградську військово-теоретичну школу, у 1927 році — 1-шу Качинську військову авіаційну школу льотчиків імені М'ясникова. Був льотчиком, льотчиком-інструктором, командиром ланки, загону, ескадрильї.
Член ВКП(б) з 1927 року.
З лютого 1934 року — начальник відділу з підготовки льотчиків, згодом — командир навчальної бригади в Приволзькому військовому окрузі. У 1938 році закінчив Вищу льотно-тактичну школу. Протягом 1938—1940 років командував авіаційним полком, бригадою, дивізією. З листопада 1940 року — командир 3-го далекобомбардувального авіаційного корпусу.
З початком німецько-радянської війни — командувач ВПС 5-ї армії і заступник командувача ВПС Південно-Західного фронту. З березня 1942 року — заступник командувача авіацією далекої дії. З грудня 1944 року — перший заступник командувача 18-ю повітряною армією.
У повоєнний період продовжив військову службу у ВПС СРСР. Протягом 1946—1949 років — перший заступник командувача далекої авіації. У 1950 році закінчив Вищі академічні курси при Військовій академії Генштабу.
З 1950 по 1955 роки — командувач транспортно-десантної авіації, помічник командувача повітряно-десантними військами. З 1955 по 1969 рік був командувачем військово-транспортної авіації ВПС СРСР.
З серпня 1969 року — інспектор-радник Групи генеральних інспекторів МО СРСР.

## Нагороди
Нагороджений трьома орденами Леніна, орденом Жовтневої Революції, п'ятьма орденами Червоного Прапора (27.03.1942, …), орденами Суворова 1-го (18.08.1945) та 2-го ступенів, Кутузова 1-го (29.07.1944) та 2-го ступенів, Вітчизняної війни 1-го ступеня (11.03.1985), «За службу Батьківщині у Збройних Силах СРСР» 3-го ступеня, медалями та іноземними нагородами.